# عاملي
في الرياضيات، المضروب أو العاملي لعدد صحيح طبيعي n، والذي يكتب {\displaystyle n!}، والذي يقرأ "عاملي n"، هو جداء كل الأعداد الطبيعية (الأعداد الصحيحة الموجبة قطعاً) المساوية أو الأصغر من n، ما عدا الصفر.
فيما يلي مثال 5 عاملي:
{\displaystyle 5!=5\times 4\times 3\times 2\times 1=120\ }
و تعريف العاملي على شكل جداء يترتب عنه كون {\displaystyle 0!=1} ذلك أن 0! جداء مفرغ، وبمعنى آخر مختصر أي عدد مضروب في صفر يساوي صفر في عملية الضرب.
تظهر دالة العاملي في مجالات مختلفة من الرياضيات، وخصوصا في التوافقيات والجبر والتحليل الرياضي. أبسط مثال على ذلك، وجود !n طريقة مختلفة لترتيب عناصر مجموعة عددهم مساو ل n (أي عدد التبديلات لعناصر هذه المجموعة). عرفت هذه الحقيقة على الأقل منذ القرن الثاني عشر الميلادي، من طرف علماء الرياضيات الهنديين. ويظهر العاملي في عدة معادلات رياضية، مثل صيغة الثنائي الحد لنيوتن وصيغة تايلور. إستُعمل رمز علامة التعجب (!) للتعبير عن دالة عاملي لأول مرة من طرف عالم الرياضيات كريستيان كرامب وكان ذلك عام 1808.
يمكن لتعريف دالة عاملي أن يمدد إلى أعداد غير صحيحة بدون المساس بخصائص هذه الدالة. هذه العملية تستلزم تقنيات متطورة في الرياضيات وخصوصا تلك المستقاة من التحليل الرياضي.

## تعريف
تعرف دالة عاملي بالصيغة التالية:
{\displaystyle n!=\prod _{i=1}^{n}i=1\times 2\times 3\times \cdots \times (n-1)\times n}
أو عن طريق الاستدعاء الذاتي كما يلي
{\displaystyle n!={\begin{cases}1&{\text{if }}n=0,\\(n-1)!\times n&{\text{if }}n>0.\end{cases}}}
وكلا التعريفين يضم المتساوية التالية:
{\displaystyle 0!=1,\ }

## تطبيقات
يمكننا التعبير عن التوفيقة بدلالة العاملي:
{\displaystyle {\binom {n}{k}}={\frac {n^{\underline {k}}}{k!}}={\frac {n!}{(n-k)!k!}}={\frac {n^{\underline {n-k}}}{(n-k)!}}={\binom {n}{n-k}}.}

## نظرية الأعداد
لدالة عاملي عدة تطبيقات في مجال نظرية الأعداد. وبشكل خاص، عاملي n قابل للقسمة على جميع الأعداد الأولية الأصغر من أو تساوي n. ونتيجة لذلك، فإن n> 5، عدد مؤلف، إذا وفقط إذا توفر ما يلي:
{\displaystyle (n-1)!\ \equiv \ 0{\pmod {n}}}
وهنالك نتيجة أقوى من ذلك تتمثل في مبرهنة ويلسون. تنص هاته المبرهنة على ما يلي:
{\displaystyle (p-1)!\ \equiv \ -1{\pmod {p}}}
إذا وفقط إذا كان p أوليا.

## سرعة النمو وتقريبات عندما يصير n كبيرا

تبيان للوغاريتم الطبيعي مطبق على دالة عاملي

عندما يصير n كبيرا، تصير دالة عاملي أكبر من أي متعددة حدود ومن أي دالة أسية ل n.(ولكنها تبقى أبطأ من دالة الأس المزدوج).
أغلب التقريبات لعاملي n تعتمد أساسا على تقريب لوغارتمها الطبيعي كما تبين الصيغة:
{\displaystyle \log n!=\sum _{x=1}^{n}\log x.}.
تبيان الدالة (!f(n) = log(n مبين في يسار هاته الفقرة، حيث يبدو أنها خطية مع n (أي أنها متناسبة معه) إلا أن هذا الحدس خاطئ.
تعطينا صيغة ستيرلينغ مقاربا ل n! عندما تكون n كبيرة:
{\displaystyle \lim _{n\to +\infty }{\frac {n!}{{\sqrt {2\pi n}}(n/e)^{n}}}=1.}

## الحساب والبرمجة
يمكن حساب عاملي عدد ما باستعمال خوارزميات الاستقراء.
فلنكتب باستعمال لغة Scheme، القريبة من لغة Lisp، برنامجا استقرائيا يعطينا عاملي عدد صحيح:
```
(define fact
(lambda (x)
(if (= x 0) 1
(* x (fact (- x 1))))))
```

و هذا البرنامج السابق غير مفيد في حالة الاعداد الكبيرة.
و بنفس الطريقة في Caml :
```
let rec fact n = 
match n with
| 0 -> 1
| _ -> n * fact(n-1)

;;
```

و بطريقة أخرى:
```
let fact n =
let rec aux n r =
match n with
| 0 -> r
| _ -> aux (n-1) (n*r)
in
aux n 1

;;
```

و في لغة سي:
```
 
int
 
recursive_factorial
(
int
 
n
)

 
{

   
if
 
(
n
 
==
 
0
)

     
return
 
1
;

     
return
 
n
 
*
 
recursive_factorial
(
n
-1
);

 
}

```

و بطريقة أخرى:
```
 
int
 
recursive_factorial
(
int
 
n
)

 
{

   
int
 
res
;

   
&
nbsp
;

   
for
 
(
res
 
=
 
1
;
 
n
>
 
1
;
 
n
--
)

     
res
 
*=
 
n
;

   
&
nbsp
;

   
return
 
res
;

 
}

```

و في لغة بايثون:
```
def
 
factSimple
(
num
)
 
:

    
if
 
num
==
 
0
 
:

        
return
 
1

    
else
 
:

        
fact
=
 
1

        
count
=
 
1

        
while
 
count
<=
 
num
:

            
fact
*=
 
count

            
count
+=
 
1

        
return
 
fact

print
(
"5! = "
 
+
str
(
factSimple
(
5
)))
 
#on the screen : 5! = 120

```

وبطريقة ثانية:
```
def
 
fact
(
num
):

    
if
 
num
==
0
:

        
return
 
1

    
else
:

        
return
 
num
*
factorial
(
num
-
1
)

print
(
"5! = "
 
+
str
(
fact
(
5
)))
 
#on the screen : 5! = 120

```

وبطريقة ثالثة:
```
factLambda
 
=
 
lambda
 
num
 
:
 
num
>
0
 
and
 
num
*
fact
(
num
-
1
)
 
or
 
1

print
(
"5! = "
 
+
str
(
factLambda
(
5
)))
 
#on the screen : 5! = 120

```

و في لغة جافاسكربت:
```
function
 
fact
(
n
){

	
let
 
res
;

	
for
 
(
res
 
=
 
1
;
 
n
 
>
 
1
;
 
n
--
)

		
res
 
*=
 
n
;

	
return
 
res
;

}

```

وبطريقة أخرى:
```
function
 
fact
(
n
)

{

   
if
 
(
n
 
==
 
0
)

      
return
 
1
;

   
else

      
return
 
n
 
*
 
fact
(
n
 
-
 
1
);

}

```

هذه الدوال (البرامج) لا تمكننا من حساب عملي أعداد أكبر من 12 إذا كانت الاعداد الصحيحة محدودة بـ 32 بت، لأن النتيجة تتعدى المساحة المتوفرة.

## تمديد دالة عاملي للأعداد غير الصحيحة

### دالتا غاما و π

دالة غاما تستوفي دالة العاملي إلى الأعداد غير الصحيحة.

لكل عدد صحيح n، لدينا {\displaystyle \Gamma (n+1)=n!} حيث Γ هي دالة أويلر(دالة غاما) وضعها ليونهارد أويلر. وتمكننا هاته الدالة من تعميم العاملي على مجموعة الأعداد المركّبة باستثناء الأعداد السالبة قطعا. وفي النهاية نجد:
{\displaystyle \Gamma (z+1)=\int _{0}^{\infty }t^{z}e^{-t}\,\mathrm {d} t=z!\ \forall z>-1}

## دوال وجداءات تشبه دالة عاملي

### عاملي ثنائي
يطلق على جداء جميع الأعداد الصحيحة من 1 إلى n والتي لها نفس الزوجية (سواء كان فردي أو زوجي) تماما مثل n، اسم العاملي الثنائي [بحاجة لمصدر] (بالإنجليزية: Double factorial)‏ للعدد n ويُشار إليه بـ n!!
يمكن أن نعرفها بواسطة متسلسلة الجداء:
{\displaystyle n!!=\prod _{k=0}^{\left\lceil {\frac {n}{2}}\right\rceil -1}(n-2k)=n(n-2)(n-4)\cdots }
حيث {\displaystyle \left\lceil n\right\rceil } هو سقف العدد n.
على سبيل المثال، 9!! = 9 × 7 × 5 × 3 × 1 = 945.

### عاملي متعدد
من الترميزات الشائعة ذات الصلة هي استخدام علامات تعجب متعددة للإشارة إلى عاملي متعدد [بحاجة لمصدر] (بالإنجليزية: Multifactorial)‏، أنواعها: عاملي ثنائي (n!!)، عاملي ثلاثي (n!!!)... وهكذا.
يعرف العاملي المتعدد بـ:
{\displaystyle n!^{(k)}={\begin{cases}n&{\text{if }}0<n\leq k,\\n\left({(n-k)!}^{(k)}\right)&{\text{if }}n>k.\end{cases}}}

### عاملي الأعداد الأولية
عاملي الأعداد الأولية (بالإنجليزية: Primorial)‏ للعدد n هو جداء جميع الأعداد الأولية أقل من أو يساوي n، يرمز إليها بـ n#.
نُعرّفه كمتسلسلة الجداء:
{\displaystyle n\#=\prod _{p\leq n}p,}
حيث p هي الأعداد الأولية.